# اچ‌ام‌اس سنتینل (۱۹۰۴)
اچ‌ام‌اس سنتینل (۱۹۰۴) (به انگلیسی: HMS Sentinel (1904)) یک کشتی بود که طول آن ۳۶۰ فوت (۱۱۰ متر) بود. این کشتی در سال ۱۹۰۴ ساخته شد.